# Landmændenes egen fabrik - en fortælling om en dansk andelsvirksomhed
|  | Denne artikel er oprettet af botten Steenthbot ud fra en ekstern database. Den kan derfor have sproglige fejl eller mangler. Denne skabelon kan fjernes efter kontrol af indholdet. |

Landmændenes egen fabrik - en fortælling om en dansk andelsvirksomhed er en dansk dokumentarfilm fra 1985 instrueret af Anders Odsbjerg.